# Tom Greenway
Thomas Myers Greenway (* 28. září 1956 – 15. července 2004) byl kanadský zápasník – judista.

## Sportovní kariéra
S judem začínal v rodném Lethbridge. Připravoval se pod vedením Yoshio Sendy. V roce 1976 startoval na domácích olympijských hrách v Montréalu, kde prohrál v úvodním kole minimálním bodovým rozdílem na koku s Čechoslovákem Vladimírem Novákem. V roce 1980 ho připravil o start na olympijských hrách v Moskvě kanadský bojkot. V dalších letech se v kanadské reprezentaci výrazně neprosazoval. Sportovní kariéru ukončil v roce 1992. Věnoval se trenérské práci. Zemřel předčasně v roce 2004.

## Výsledky v judu

### Váhové kategorie
| Turnaj                  | 1976           | 1977           | 1978           | 1979           | 1980           | 1981           | 1982           | 1983           | 1984           | 1985       | 1986       | 1987       | 1988       | 1989       | 1990       |
| Turnaj                  | 20             | 21             | 22             | 23             | 24             | 25             | 26             | 27             | 28             | 29         | 30         | 31         | 32         | 33         | 34         |
| Turnaj                  | polotěžká váha | polotěžká váha | polotěžká váha | polotěžká váha | polotěžká váha | polotěžká váha | polotěžká váha | polotěžká váha | polotěžká váha | těžká váha | těžká váha | těžká váha | těžká váha | těžká váha | těžká váha |
| ----------------------- | -------------- | -------------- | -------------- | -------------- | -------------- | -------------- | -------------- | -------------- | -------------- | ---------- | ---------- | ---------- | ---------- | ---------- | ---------- |
| Olympijské hry          | —              |                |                |                | —              |                |                |                | —              |            |            |            | —          |            |            |
| Mistrovství světa       |                |                |                | úč.            |                | —              |                | —              |                | —          |            | —          |            | —          |            |
| Panamerické hry         |                |                |                | ?              |                |                |                | —              |                |            |            | —          |            |            |            |
| Panamerické mistrovství | ?              |                | 3.             |                | 1.             |                | —              |                | ?              | —          | ?          |            | 3.         |            | 2.         |

### Bez rozdílu vah
| Turnaj                  | 1976 | 1977 | 1978 | 1979 | 1980 | 1981 | 1982 | 1983 | 1984 | 1985 | 1986 | 1987 | 1988 | 1989 | 1990 |
| Turnaj                  | 20   | 21   | 22   | 23   | 24   | 25   | 26   | 27   | 28   | 29   | 30   | 31   | 32   | 33   | 34   |
| ----------------------- | ---- | ---- | ---- | ---- | ---- | ---- | ---- | ---- | ---- | ---- | ---- | ---- | ---- | ---- | ---- |
| Olympijské hry          | úč.  |      |      |      | —    |      |      |      | —    |      |      |      |      |      |      |
| Mistrovství světa       |      |      |      | —    |      | —    |      | —    |      | —    |      | —    |      | —    |      |
| Panamerické hry         |      |      |      | ?    |      |      |      | —    |      |      |      | —    |      |      |      |
| Panamerické mistrovství | ?    |      | ?    |      | 2.   |      | —    |      | ?    | —    | ?    |      | —    |      | —    |